# Tamara James
Tamara Ellen James (Dania Beach, 13 giugno 1984) è un'ex cestista e politica statunitense, professionista nella WNBA.
Nel 2016 è stata eletta sindaca di Dania Beach.

## Carriera
È stata selezionata dalle Washington Mystics al primo giro del Draft WNBA 2006 (8ª scelta assoluta).